# Eduard von Liebert
Eduard Wilhelm Hans von Liebert (Rendsburg, 16. travnja 1850. – Tscheidt, 14. studenog 1934.) je bio njemački političar, general i vojni zapovjednik. Tijekom Prvog svjetskog rata zapovijedao je 15. pričuvnom divizijom i LIV. korpusom na Zapadnom bojištu.

## Vojna karijera
Eduard von Liebert je rođen 16. travnja 1850. u Rendsburgu. Sin je Friedricha Wilhelma Lieberta, inače bojnika u pruskoj vojsci, i Friederike Karoline Schindler. U prusku vojsku stupio je u lipnju 1866. služeći u 3. posenskoj pješačkoj pukovniji. Služeći u navedenoj pukovniji sudjeluje u Austrijsko-pruskom ratu i to u bitkama kod Nachoda, Skalitza i Königgrätza, te potom kod Schweinschädela i Gradlitza. Od srpnja 1870. sudjeluje u Prusko-francuskom ratu tijekom kojeg je i lakše ranjen u Bitci kod Wörtha. Osim u navedenoj, tijekom tog rata sudjeluje i u bitkama kod Mont Valériena, Malmaisona i Garchesa. Za hrabrost koju je pokazao u predmetnom ratu odlikovan je i Željeznim križem. 
Nakon završetka rata od lipnja 1872. služi kao pobočnik u 20. pješačkoj brigadi u Posenu, te pohađa Prusku vojnu akademiju. Tijekom školovanja nalazi se na službi u 20. pukovniji poljskog topništva, te je u srpnju 1872. promaknut u čin poručnika. Od siječnja 1876. služi kao instruktor u vojnoj školi u Hannoveru, da bi u siječnju 1877. bio premješten u 1. hannoversku ulansku pukovniju. U kolovozu 1878. je ponovno premješten i to u 1. westfalijsku pješačku pukovniju, da bi potom idućeg mjeseca, u rujnu, bio unaprijeđen u čin satnika.
S činom satnika od siječnja 1879. služi u 73. hannoverskoj pukovniji, nakon čega je premješten na službu u Glavni stožer tijekom koje službe radi kao predavač u vojnoj školi u Metzu. Od travnja 1882. služi u stožeru III. korpusa, a istodobno je i član Visokog vojnog povjerenstva za vojnu naobrazbu. U prosincu 1884. premješten je u 2. hanseansku pješačku pukovniju gdje zapovijeda satnijom, nakon čega se od prosinca 1885. nalazi na službi u stožeru 12. pješačke divizije. Iduće, 1886. godine u veljači, promaknut je u čin bojnika, da bi u rujnu 1887. ponovno služio u Glavnom stožeru, a istodobno predaje i u Pruskoj vojnoj akademiji. Tijekom rujna i listopada 1889. vodi diplomatsko izaslanstvo kod sultana Zanzibara, nakon čega je u travnju 1890. imenovan zamjenikom carskog povjerenika za Istočnu Afriku. U veljači 1891. imenovan je prvim stožernim časnikom u stožeru X. korpusa koji je imao sjedište u Hannoveru. U navedenom korpusu je u srpnju 1892. postao načelnikom stožera. U međuvremenu je, u svibnju 1891., unaprijeđen u čin potpukovnika. U svibnju 1894. imenovan je zapovjednikom 2. brandenburške grenadirske pukovnije "Prinz Karl von Prussen", te je istodobno promaknut u čin pukovnika.
U prosincu 1896. imenovan je u stožer njemačkih kolonijalnih snaga u Njemačkoj Istočnoj Africi. Od veljače 1897. zapovijeda njemačkim kolonijalnim snagama, da bi u prosincu te iste godine bio imenovan guvernerom Njemačke Istočne Afrike. Kao guverner bio je nepopularan zbog visokih poreza koje je nametao što je i dovelo do njege smjene na mjestu guvernera 1901. godine. U međuvremenu je, u srpnju 1897., unaprijeđen u čin general bojnika, te mu je siječnju 1900. dodijeljena plemićka titula.
Po povratku u Njemačku, u travnju 1901. imenovan je zapovjednikom 5. pješačke divizije u Brandenburgu, da bi idućeg mjeseca, u svibnju, bio promaknut u čin general poručnika. Petom pješačkom divizijom zapovijedao je do travnja 1904. kada je na vlastiti zahtjev umirovljen, te premješten u pričuvu. Nakon umirovljenja počeo se baviti politikom. u kojoj je zastupao izrazito konzervativna stajalište, posebice rasne teorije. Osnivač je i prvi predsjednik Njemačkog udruženja protiv socijaldemokracije. Također, bio je članom predsjedništva Pan-Njemačke lige, te članom upravnog odbora Njemačkog kolonijalnog društva. Od 1907., pa sve do početka Prvog svjetskog rata poslanik je u Reichstagu kao član Carske slobodne konzervativne stranke. 

## Prvi svjetski rat
Na početku Prvog svjetskog rata Liebert je reaktiviran, te imenovan vojnim guvernerom Lodza. Navedenu dužnost obnaša do siječnja 1915. kada preuzima zapovjedništvo nad 15. pričuvnom divizijom. Navedena divizija nalazila se na Zapadnom bojištu, te zapovijedajući istom sudjeluje u Prvoj bitci u Champagni. Krajem listopada 1915. divizija je premještena na položaje duž rijeke Aisne, da bi tijekom 1916. sudjelovala u Bitci na Sommi. 
U veljači 1917. promaknut je u čin generala pješaštva, te je istodobno imenovan zapovjednikom LIV. korpusa kojim je do tada zapovijedao Richard von Kraewel. Zapovijedajući navedenim korpusom u sastavu 7. armije sudjeluje u uspješnom zaustavljanju francuskog napada u Drugoj bitci na Aisnei. Za uspješno zapovijedanje u navedenoj bitci 6. lipnja 1917. odlikovan je ordenom Pour le Mérite, nakon čega je 17. lipnja 1917. premješten u pričuvu.

## Poslije rata
Nakon umirovljenja Liebert je bio član Pruskom doma lordova sve do njegova raspuštanja 1918. godine. Bavio se pisanjem o vojnoj povijesti pod pseudonimom Samarticus, te je, između ostalog, autor biografija Augusta von Gneisenaua i Helmutha von Moltkea starijeg. Godine 1929. pristupa Nacionalsocijalističkoj stranci, te je član iste sve do svoje smrti.
Preminuo je 14. studenog 1934. godine u 85. godini života u Tscheidtu. Od travnja 1876. je bio oženjen s Helene Dittmer s kojom je imao jednu kćer. Nakon smrti Helene, 1899. oženio se drugi puta i to za njezinu sestru Mariu Charlotte.

## Vanjske poveznice
(eng.) Eduard von Liebert na stranici Prussianmachine.com

(njem.) Eduard von Liebert na stranici Deutsche-biographie.de

(njem.) Eduard von Liebert na stranici Deutsche-kriegsgeschichte.de